# Tidiam Gomis
Tidiam Gomis (Meulan-en-Yvelines, 8 de agosto de 2006) es un futbolista francés que juega como delantero en el R. B. Leipzig de la 1. Bundesliga.

## Trayectoria
El 13 de septiembre de 2022 firmó su primer contrato profesional con el S. M. Caen, un acuerdo hasta 2025, convirtiéndose en el profesional más joven de la historia del club. El 12 de agosto de 2023 debutó como profesional en una victoria por 2-0 en la Ligue 2 contra el Pau F. C. Se convirtió en el cuarto jugador más joven de la historia del Caen. Descrito como uno de los "jugadores franceses más brillantes de su generación", fue objeto de interés por parte del Bayer Leverkusen en los últimos días de la ventana de transferencias de verano de 2023.

## Selección nacional
Nacido en Francia y de ascendencia senegalesa, es internacional juvenil con Francia. En mayo de 2023 fue seleccionado para jugar con Francia sub-17 en el Campeonato Europeo Sub-17 de la UEFA 2023, quedando subcampeón. En septiembre de 2023, recibió su primera convocatoria con Francia sub-18 para el Tournoi de Limoges.

## Estadísticas

### Clubes
Actualizado al último partido disputado el 4 de noviembre de 2023.
| Club                  | Div.          | Temporada     | Liga  | Liga  | Liga   | Copas nacionales | Copas nacionales | Copas nacionales | Copas internacionales | Copas internacionales | Copas internacionales | Total | Total | Total  |
| Club                  | Div.          | Temporada     | Part. | Goles | Asist. | Part.            | Goles            | Asist.           | Part.                 | Goles                 | Asist.                | Part. | Goles | Asist. |
| --------------------- | ------------- | ------------- | ----- | ----- | ------ | ---------------- | ---------------- | ---------------- | --------------------- | --------------------- | --------------------- | ----- | ----- | ------ |
| S. M. Caen II Francia | 4.ª           | 2022-23       | 13    | 1     | 0      | —                | —                | —                | —                     | —                     | —                     | 13    | 1     | 0      |
| S. M. Caen II Francia | 4.ª           | 2023-24       | 1     | 1     | 0      | —                | —                | —                | —                     | —                     | —                     | 1     | 1     | 0      |
| S. M. Caen II Francia | Total club    | Total club    | 14    | 2     | 0      | 0                | 0                | 0                | 0                     | 0                     | 0                     | 14    | 2     | 0      |
| S. M. Caen Francia    | 2.ª           | 2023-24       | 6     | 0     | 0      | 0                | 0                | 0                | —                     | —                     | —                     | 6     | 0     | 0      |
| S. M. Caen Francia    | Total club    | Total club    | 6     | 0     | 0      | 0                | 0                | 0                | 0                     | 0                     | 0                     | 6     | 0     | 0      |
| Total carrera         | Total carrera | Total carrera | 20    | 2     | 0      | 0                | 0                | 0                | 0                     | 0                     | 0                     | 20    | 2     | 0      |